# Kelvin Etuhu
Kelvin Etuhu (30 de maig de 1988, Kano) és un exfutbolista nigerià que jugava com a migcampista. Va estar cedit prèviament al Rochdale AFC i el Leicester City FC.